# Upsilon Boötis
Upsilon Boötis (5 Boötis) é uma estrela na direção da constelação de Boötes. Possui uma ascensão reta de 13h 49m 28.70s e uma declinação de +15° 47′ 52.1″. Sua magnitude aparente é igual a 4.05. Considerando sua distância de 245 anos-luz em relação à Terra, sua magnitude absoluta é igual a −0.33. Pertence à classe espectral K5IIIvar.